# Frédéric Mistral
Joseph Étienne Frédéric Mistral (wym. [fʁedeʁik mistʁal]; ur. 8 września 1830 w Maillane, zm. 25 marca 1914 tamże) – francuski poeta, filolog i leksykograf tworzący w dialekcie prowansalskim języka oksytańskiego. Najwybitniejszy pisarz grupy felibrów, dążącej do odnowy kulturowego dziedzictwa Prowansji. Jego przesiąknięta tradycją romantyczną poezja ukazuje przede wszystkim sielską atmosferę rodzinnego regionu. Znaczącą rolę odgrywa w niej mistyczna więź człowieka z przyrodą, często wzmocniona kultem świętych. Za najsłynniejsze dzieło Mistrala uchodzi poemat epicki w 12 pieśniach Mirejo. W 1904 poetę uhonorowano Nagrodą Nobla w dziedzinie literatury (drugim laureatem w tym samym roku został hiszpański dramaturg José Echegaray y Eizaguirre) za – jak podano w uzasadnieniu – „świeżość i oryginalność pełnych natchnienia utworów poetyckich, prawdziwie oddających realia życia oraz ducha narodu”.

## Dzieciństwo i młodość

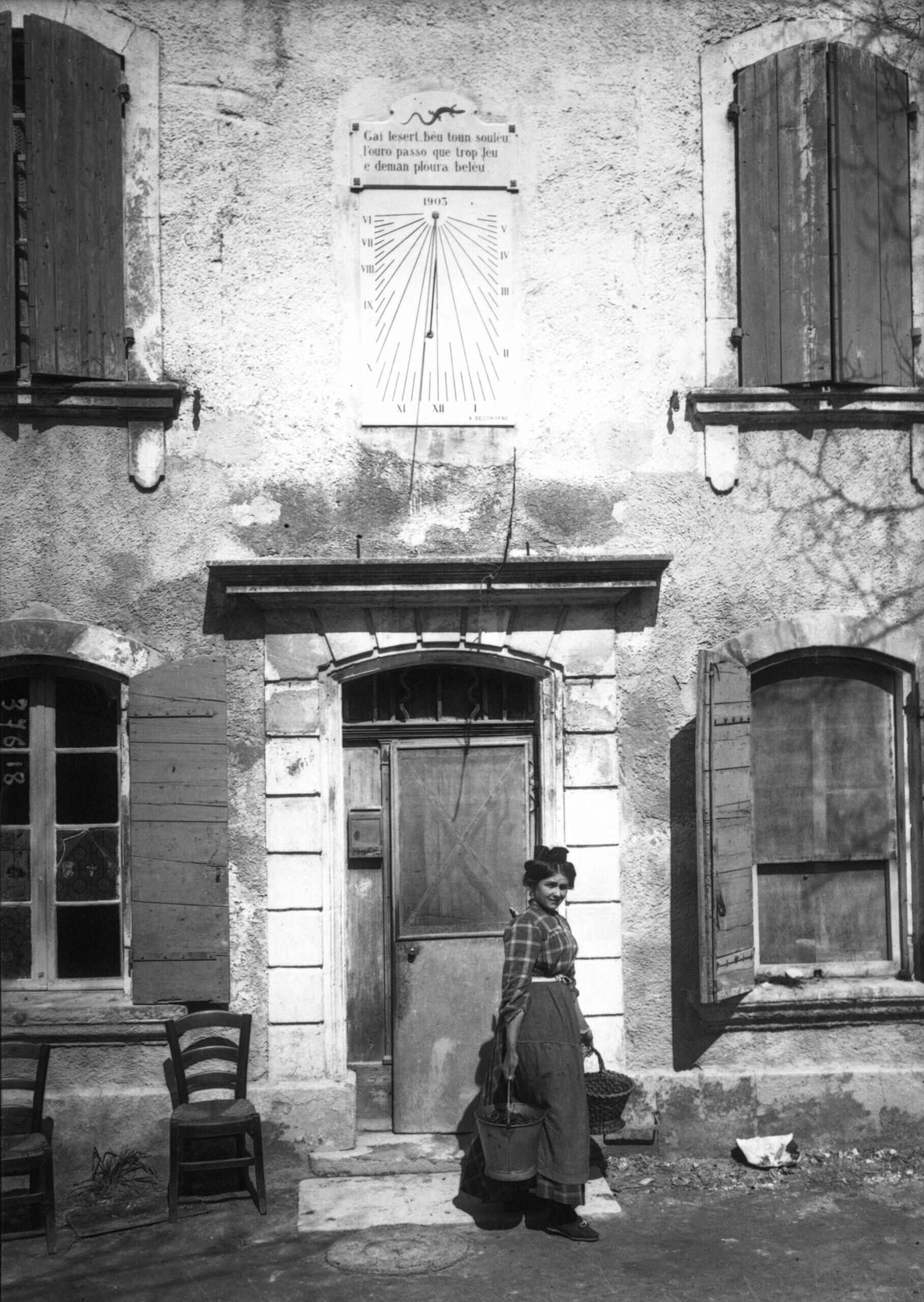
„Dom pod Jaszczurką”, 1914

Frédéric Mistral (w klasycznym zapisie prowansalskim znany jako Frederic, w zapisie własnym pod imieniem Frederi) był synem zamożnego chłopa skoligaconego z najstarszymi rodami Prowansji, niegdyś napoleońskiego żołnierza, i jego drugiej żony, Adélaïde Poulinet. Matka początkowo chciała dać chłopcu na imię Nostradamus, ale nie wyrażono na to zgody ani w kościele, ani w merostwie. Ojca, François Mistrala, poeta przez całe życie uważał za swój autorytet. Edukację rozpoczął dopiero w wieku 9 lat. Początkowo uczył się w pobliskich wiejskich szkółkach. Później, już w Collège Royal w Awinionie (dzisiaj Liceum im. Frédérica Mistrala), zdobył solidne podstawy w zakresie nauk humanistycznych. Tam też znalazł się pod opieką młodego nauczyciela i wydawcy, Josepha Roumanille'a (Josèp Romanilha według zapisu klasycznego, Jóusè Roumaniho według zapisu Mistrala), uważającego prowansalski za swój język ojczysty i pragnącego doprowadzić do odrodzenia zapomnianej kultury. W roku 1847 Mistral zdał egzamin maturalny w Nîmes i powrócił w rodzinne strony, gdzie napisał kilka wierszy oraz poemat w czterech pieśniach Li Meissoun (1848), wydany dopiero po jego śmierci. Już te najwcześniejsze utwory zdradzały niezwykły talent wersyfikacyjny poety, jego zamiłowanie do badań leksykograficznych i etnograficznych oraz fascynację bukolicznym nurtem liryki antycznej.
Gdy wybuchła rewolucja lutowa 1848 roku, Mistral, wbrew rojalistycznym zapatrywaniom najbliższego otoczenia, pisał wiersze wspierające republikanów. W tym samym roku w Aix-en-Provence podjął studia prawnicze  zakończone licencjatem. Napisał wtedy dziesięć utworów, które weszły w skład antologii Li Prouvençalo (Prowansalki), wydanej przez Roumanille'a w Awinionie (1852). Po studiach wrócił do Maillane i postanowił zamieszkać na wsi, by całkowicie poświęcić się kultywowaniu tradycyjnego języka Prowansji oraz upowszechnianiu jej historii. Najtragiczniejszym wydarzeniem młodych lat poety była śmierć ojca w roku 1855, zwłaszcza że po rozdzieleniu dziedzictwa musiał wraz z matką opuścić dom rodzinny znany powszechnie jako „Sędziowska Zagroda”, który przypadł w udziale jego przyrodniemu bratu. Nawiązał do tych przeżyć w roku 1910, umieszczając na frontyspisie swojego prowansalskiego przekładu Księgi Rodzaju (La Genèsi) werset mówiący o wygnaniu Hagar i Izmaela z domu Abrahama. Wprowadzili się wtedy do „Domu pod Jaszczurką” nazwanego tak od ozdobnego zegara słonecznego na fasadzie. W tamtym też czasie poeta wymyślił dewizę, którą ozdobił między innymi swój ekslibris: Lou soulèu me fai canta (Słońce budzi moją pieśń). O sprawach prywatnych wypowiadał się rzadko i tylko w sposób konwencjonalny. W roku 1876 poślubił z rozsądku znacznie od siebie młodszą Marie Rivière (1857-1943) z Dijon i to bezdzietne małżeństwo przetrwało aż do jego śmierci.

## Działalność felibrów

### Odrodzenie prowansalskie

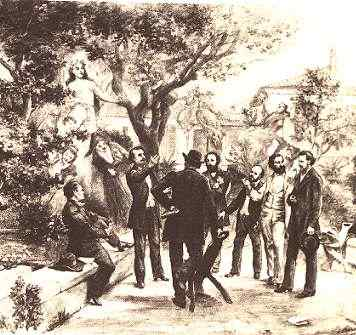
Spotkanie felibrów, 1854

Mistral nie był odosobniony w walce o odrodzenie rozbitego na wiele odmian dialektalnych języka oksytańskiego. Nie dążył jednak do sztucznego ujednolicenia wszystkich dialektów, raczej zalecając pisarzom wykorzystywanie mowy z okolic rodzinnych. Uznał bowiem, że językiem literackim stanie się ten dialekt, w którym powstaną najlepsze dzieła. W sierpniu 1852 roku odbył się w Arles zjazd poetów oksytańskich zwołany przez Josepha Roumanille'a. Spotkanie to cieszyło się takim powodzeniem, że rok później doszło do kolejnego zjazdu w Aix-en-Provence. Émile Zola wspominał po latach, że przy tej okazji Mistral recytował swój wiersz La Mort dau mèissounier (Śmierć żniwiarza), który ukazał się w zbiorowym tomiku Lou Roumavàgi deis troubaires (Zjazd trubadurów). W okresie rozkwitu kultury prowansalskiej wyraźnie wyodrębnił się nurt awinioński, którego niepisanymi przywódcami byli Roumanille i Mistral. Do grupy młodych poetów z tego kręgu należeli także Théodore Aubanel (według zapisu klasycznego Teodòr Aubanèu, według zapisu Mistrala Teoudor Aubanèu), Anselme Mathieu (Ansèume Matieu), Jean Brunet (Joan Brunet), Alphonse Tavan (Anfós Tavan) i Paul Giéra (Pau Giera). Na jednym z zebrań w dworku Font-Ségugne, 21 maja 1854 roku, uznali się za Związek Felibrów, a na swoją patronkę wybrali świętą Estellę. Nazwa grupy nawiązywała do starej pieśni o świętym Anzelmie. Była w niej mowa o młodym Jezusie dyskutującym w świątyni z siedmioma znawcami (felibrami) prawa, choć w tym wypadku stanowione prawa miały dotyczyć dialektu prowansalskiego.
Poeci swoją twórczością pragnęli nawiązać do osiągnięć renesansowej Plejady. Wzorem stał się dla nich Joachim du Bellay, toteż próbowali przenieść w prowansalskie realia główne założenia jego przełomowego manifestu Obrona i uświetnienie języka francuskiego (1549). Istotne stało się również nawiązanie do twórczości Pierre’a de Garros, autora Poesias gasconas (Poezje gaskońskie, 1567), oraz do utworów Nicolasa Saboly, którego Noëls (Kolędy, wydane w roku 1699) są do dzisiaj śpiewane na południu Francji. Już w roku 1855 grupa felibrów zaczęła publikować redagowany przez Mistala „Armana Prouvençau” („Almanach Prowansalski”), później ogłoszony w trzech zbiorach, w którym uwzględniając wszystkie dialekty, przytaczano miejscowe legendy i wydarzenia historyczne oraz udzielano czytelnikom porad gospodarczych. W okresie największej poczytności nakład „Armana” osiągał 10 tysięcy egzemplarzy. Kwestią podstawową stało się również ujednolicenie ortografii dla wszystkich dialektów Południa i oczyszczenie zapisu z francuskich naleciałości, w czym Mistralowi bardzo pomagał Roumanille.

### Felibryzm a Francja

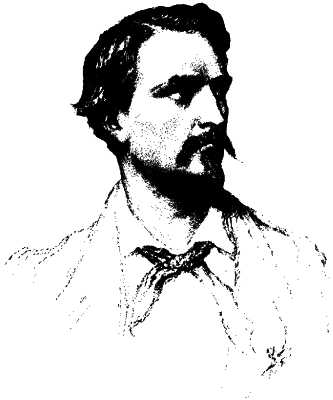
Frédéric Mistral, około 1860

Nie wszyscy z równym entuzjazmem odnieśli się do koncepcji prowansalskiego odrodzenia. Victor Gélu (Victor Gelu), twórca rewolucyjnych pieśni w gwarze marsylskiej, nie zgodził się przystąpić do felibrów, uzasadniając to chęcią utrzymania pełnej niezależności. Mimo to Mistral nigdy nie przestał darzyć go podziwem i opatrzył serdeczną przedmową pośmiertne wydanie jego dzieł. Od roku 1862, kiedy to zredagowano pierwszy statut, Związek Felibrów szybko się rozrastał, zyskując uznanie jako kulturalna i literacka organizacja zwolenników francuskiego Południa. W latach 1876–1888 Mistral, wybrany na pierwszego oficjalnego przewodniczącego Związku,  aktywnie współtworzył i rozbudowywał oddziały regionalne, a w latach 1891–1899 nadzorował wydawanie ambitnego literackiego kwartalnika „L'Aiòli”. Chociaż poeta nigdy nie zebrał w jednym dziele swoich koncepcji społecznych i politycznych, powszechnie mówiono o „doktrynie Mistrala”, zgodnie z którą należy usilnie dążyć do rozkwitu kultury prowansalskiej. Tak szeroka definicja planowanej działalności sprawiła, że z felibryzmem mogli się utożsamiać ludzie o całkowicie odmiennych poglądach.
Ponieważ Mistral był powszechnie uważany za duchowego przywódcę całego ruchu, musiał łagodzić burzliwe spory polityczne między świeckimi postępowcami i republikanami („czerwoni”) a odłamem konserwatywnym, w którym dochodzili do głosu nawet monarchiści („biali”). Autonomiczne, często nastawione separatystycznie grupy felibrów ściągnęły na siebie zdecydowaną niechęć władz centralnych. Sam  Mistral, kiedy domagał się w artykułach wprowadzenia do szkół nauczania po prowansalsku, padł ofiarą zajadłej nagonki paryskiej prasy. Również Ministerstwo Wyznań Religijnych, wspierane przez część episkopatu, stanowczo sprzeciwiło się głoszeniu kazań w południowych dialektach. Język oksytański, jako fakultatywny, dopuszczono do szkół dopiero w roku 1953, kiedy osiągnięcia felibrów zostały przytłumione przez wszechobecną francuszczyznę.

### Felibryzm a Europa

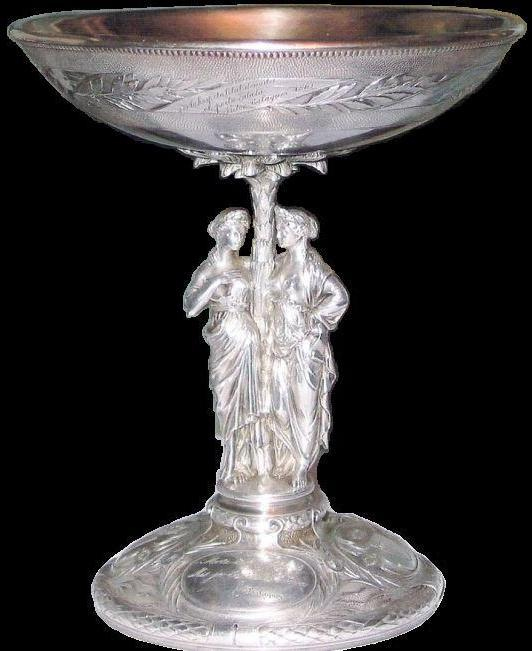
Puchar felibrów

Działania felibrów i autorytet Mistrala szybko doceniono w całej Europie, co przyczyniło się do odrodzenia wielu regionalnych kultur i dialektów. Szczególnie silne więzy, także dzięki pracy translatorskiej Damasa Calveta, połączyły Prowansalczyków z ruchem katalońskim, którego przywódcą był poeta Víctor Balaguer. Oba te ugrupowania opowiadały się za federalizmem, regionalizmem i krzewiły ideę wspólnoty latyńskiej. W roku 1867 działacze katalońskiego odrodzenia narodowego wręczyli Mistralowi srebrny ozdobny puchar. Była to forma podziękowania za gościnę, której Prowansalczycy udzielili Balaguerowi wygnanemu przez Izabelę II za udział w zamachu stanu. Mistral odpowiedział wierszem La Coupo santo (Święty puchar), który wkrótce stał się hymnem felibrów. W roku 1868 poeta pojechał do Barcelony, żeby wziąć udział w igrzyskach kwietnych. Tam wyraził swój podziw dla utalentowanego Katalończyka Jacinta Verdaguera.
Sympatyków i naśladowców felibrzy znaleźli także we Włoszech, w Szwajcarii, a nawet w Irlandii, gdzie ich sprzymierzeńcem był bliski krewny Napoleona III, piszący po prowansalsku poeta William Bonaparte-Wyse. Dzięki obchodom pięćsetnej rocznicy śmierci Petrarki (Awinion, 1874) i spotkaniom na Kongresie Wszechlatyńskim (Montpellier, 1878) utworzyła się nieformalna federacja poetów oksytańskich, katalońskich, włoskich i portugalskich wspierających twórczość w swoich językach. Podczas kongresu w Montpellier niespodziewanie dołączyli do tego grona Rumuni, którzy po uniezależnieniu się od Imperium Osmańskiego uznali, że odrodzenie ojczystej mowy to konieczny warunek odzyskania narodowej tożsamości. Powszechną aprobatę wzbudziła więc propozycja Mistrala, by jedną z nagród przyznać rumuńskiemu poecie Vasile Alecsandriemu. Sam Mistral na kongresie odniósł wielki sukces recytując jeden ze swoich najpopularniejszych wierszy politycznych, odę A la raço latino (Do rasy latyńskiej).

## Mirejoi sława

### Publikacja

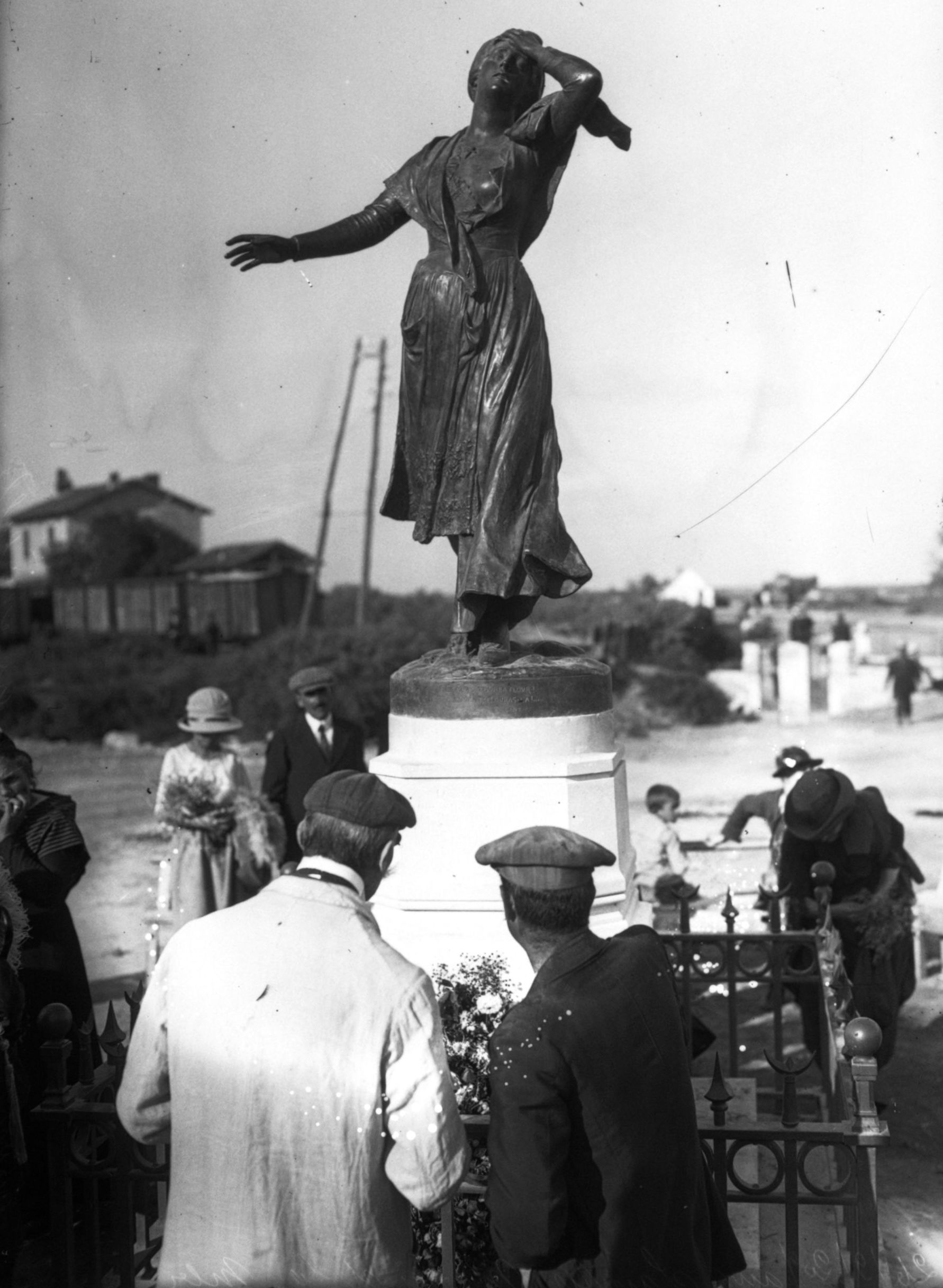
Odsłonięcie pomnika Mirejo w Saintes-Maries-de-la-Mer, 1920

Pracę nad poematem epickim w dwunastu pieśniach Mirejo Mistral zakończył w roku 1858 i od razu przystąpił do tłumaczenia swojego dzieła na francuski. Wyimki z tekstu przeczytał Adolphe'owi Dumas, który niezwłocznie podzielił się swoim zachwytem z czytelnikami „La Gazette de France”, a ponadto przedstawił młodego twórcę prekursorowi francuskiego romantyzmu, Alphonse'owi de Lamartine. Ten z kolei w Quarantième entretien (Pogadanka czterdziesta) zawartej w Cours familier de la littérature (Popularny kurs literatury) ogłosił narodziny wielkiego talentu, przyrównując dzieło Mistrala do Odysei Homera oraz Dafnisa i Chloe Longosa. Entuzjastyczne opinie wygłosili również Stéphane Mallarmé i Barbey d’Aurevilly. Pierwsze wydanie Mirejo ukazało się 21 lutego 1859 roku w Awinionie, drugie z dedykacją dla Lamartine’a już rok później. Ostateczną formę nadał Mistral swojemu dziełu w edycji Alphonse’a Lemerre’a z roku 1886 i ta właśnie wersja tekstu jest podstawą wydań krytycznych. Pierwotnie poemat miał się nazywać od zawodu bohatera  Panieraire (Koszykarczyk), lecz już na wczesnym etapie pracy pojawił się ostateczny tytuł, czyli imię Mirejo. W rzeczywistości słowo mirèio było w Prowansji rzeczownikiem pospolitym i znaczyło ‘cud’; imieniem  stało się dopiero pod wpływem ogromnej popularności dzieła Mistrala.

### Struktura i forma wierszowa
Struktura poematu wyraźnie nawiązywała do klasyki rzymskiej. Utwór, podobnie jak Eneida, składa się z dwunastu pieśni, z których pięć pierwszych przywodzi na myśl Prace i dni Hezjoda oraz Georgiki Wergiliusza. Sielankowy nastrój początkowych części umożliwił poecie ukazanie prowansalskiej wsi i realiów codziennego życia żeńców, ratajów, jedwabniczek, wolarzy i pokłośnic, które już w czasach Mistrala stopniowo odchodziło w przeszłość. Mimo daleko posuniętej idealizacji poeta, przedstawiając dzieje nieszczęśliwej miłości ubogiego rękodzielnika i córki bogatego gospodarza, wyraźnie zaznaczył kwestie nierówności społecznych w środowisku wiejskim. Wraz z rozwojem akcji rodzajowość traciła na znaczeniu, a pojawiły się elementy fantastyki i grozy, których kulminacja – znów jak w Eneidzie – nastąpiła w pieśni szóstej o wyraźnym zabarwieniu pogańskim. Atak topielców na podstępnego zalotnika to zapowiedź wędrówki po świecie skrzatów, upiorów i strzyg, który ukazuje zakochanej parze miejscowa czarownica. Także mocno zaakcentowany w pieśni dziewiątej motyw wróżb odsyłał czytelnika bezpośrednio do kultury rzymskiej.
Równie istotna była w Mirejo sfera mistyczna wyrastająca bezpośrednio z tradycji katolickich, często o zabarwieniu niemal franciszkańskim. Jej najistotniejsze elementy to podkreślony w pieśni jedenastej szacunek dla relikwii, miejsc pielgrzymkowych oraz kult świętych, w tym wypadku trzech Marii: Marii Magdaleny, Marii Salome i Marii Kleofasowej. Zgodnie z apokryficzną przypowieścią przybiły one łodzią do ziemi prowansalskiej, a towarzyszyli im: Trofim, w przyszłości pierwszy biskup Arles, Łazarz, brat Marii Magdaleny, oraz jej siostra, Marta, która zdołała uwolnić Tarascon od smoka. To przemieszanie pierwiastków chrześcijańskich i pogańskich sprawiło, że cały utwór przenikała typowa dla eposu atmosfera ludowej religijności.
Poemat napisany został strofą siedmiowersową, złożoną z pięciu ośmiozgłoskowców o rymach żeńskich i dwu dwunastozgłoskowców o rymach męskich. Strofę ułożono według schematu 8, 8, 12, 8, 8, 8, 12, przy czym pierwszy wers rymuje się z drugim, trzeci z siódmym, a czwarty, piąty i szósty ze sobą. To połączenie ośmiozgłoskowca z aleksandrynem dało w rezultacie dynamiczną formę wierszową, którą Mistral doprowadził do perfekcji. Niekiedy poeta uciekał się do przerzutni międzystroficznych, żeby oddać rytm gwałtownej rozmowy albo szybkość wydarzeń. W obrębie poematu trzykrotnie wykorzystano odmienne schematy wersowe. W pieśni o admirale Suffrenie (Lou Baile Suffren), mającej charakter narracyjny, Mistral zastosował strofę sześciowersową, używając  dziewięciozgłoskowca typowego dla dawnej epopei. Zrymował przy tym pierwszy wiersz z czwartym i szóstym, a drugi z trzecim i piątym. Ośmiowersowa strofa w żartobliwej pieśni o Magali składa się z sześciu ośmiozgłoskowców i dwu czterozgłoskowców (8, 8, 8, 8, 8, 4, 8, 4) o czterech rymach męskich i czterech żeńskich w układzie abab abcc. Pieśń inwokacyjna do trzech Marii (O Santi Mario) składa się zaś ze strof pięciowersowych zbudowanych z pięciozgłoskowców w układzie rymów abbab.

### PopularnośćMirejo

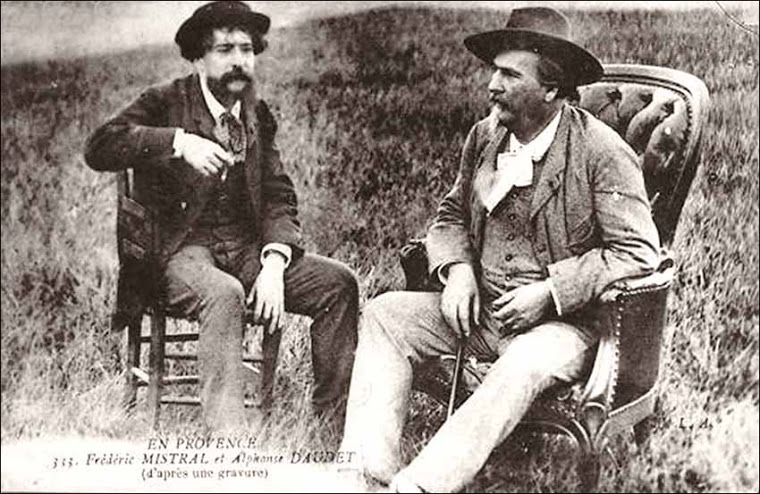
Alphonse Daudet i Frédéric Mistral, około 1900

Pierwszego przekładu na francuski dokonał sam Mistral. To nierymowane tłumaczenie budzi dziś zastrzeżenia jako zbyt dosłowne, a miejscami nawet niezrozumiałe dla czytelnika, który nie zna prowansalskiego. Z konieczności niektóre wyrażenia związane z materialną kulturą wsi poeta musiał pozostawić w ojczystym dialekcie. Zabrakło również wielu zwrotów idiomatycznych, więc wersja ta, choć oddająca wiernie treść utworu, była dość uboga pod względem eufonii i obrazowania. Wkrótce ukazały się przekłady na kataloński (1864) i angielski (1867), oba autoryzowane przez Mistrala. Później opublikowano wersje niemiecką, włoską i portugalską, co sprawiło, że Mirejo bardzo szybko zdobyła sobie w Europie dużą popularność. Obecnie przekładów na rozmaite języki jest już ponad 50. W roku 1864 na podstawie poematu Michel Carré napisał libretto operowe, do którego Charles Gounod podczas pobytu w Prowansji skomponował muzykę. Ale sceniczna Mireille poniosła na premierze klęskę i później, mimo wielokrotnych przeróbek, nigdy nie stała się operą powszechnie znaną. Wersję filmową poematu już w roku 1906 zrealizowali Louis Feuillade i Alice Guy-Blaché. Sława Mirejo była tak duża, że dzięki niej postacią literacką został sam Mistral. Alphonse Daudet, wieloletni przyjaciel,  opisał go w Listach z mojego młyna (Lettres de mon moulin, 1870) jako dziarskiego poetę, „którego sakiewka dla innych zawsze była otwarta” i który zasłuchanym wieśniakom czyta fragmenty swojego Calendau. Również Sully Prudhomme poświęcił Mistralowi jeden z sonetów zamieszczonych w tomie Le prisme (Pryzmat, 1886).

## Portrety Prowansji

### Poematy

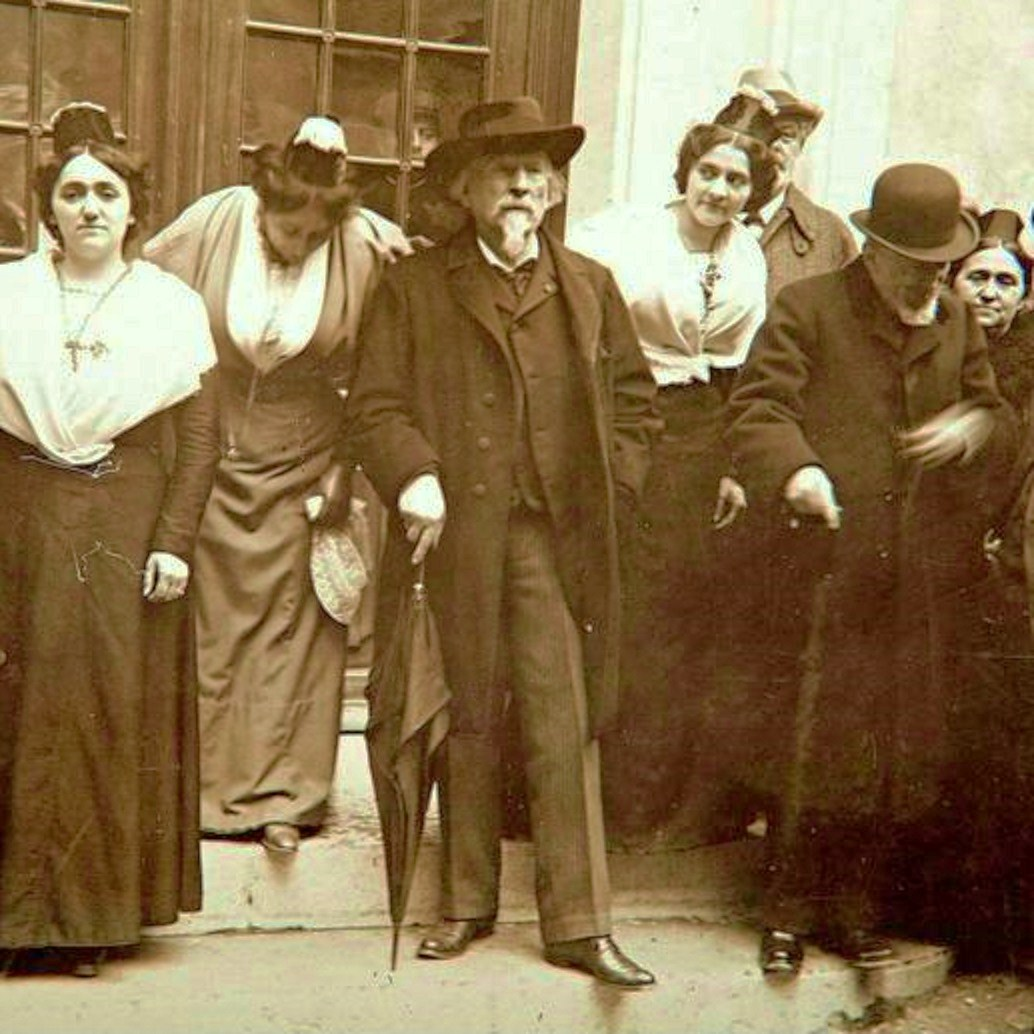
Frédéric Mistral i Arlezjanki, około 1900

Prowansja ukazana wprost lub symbolicznie była obecna we wszystkich następnych utworach Mistrala. W roku 1867 opublikował kolejny poemat epicki, Calendau, pisany taką samą strofą, jaką wykorzystał w Mirejo. Tym razem całe dzieło odznaczało się tonem refleksyjnym, a niezbyt wartką akcję często przerywały dygresje o charakterze dydaktycznym lub patriotycznym. Bohaterem poematu był rybak, który zabiegał o miłość nieprzystępnej dziewczyny wywodzącej się z rodu dawnych książąt prowansalskich i ratował ją przed groźnym napastnikiem. Zdaniem interpretatorów ową księżniczką była sama Prowansja, a zagrażający jej awanturnik to niebezpieczna Francja. Pracując nad tym utworem, Mistral przeprowadził wśród marynarzy badania leksykologiczne, które umożliwiły mu dogłębne poznanie używanej przez nich fachowej terminologii. W rezultacie jednak poemat uchodził za erudycyjny i pod względem słownictwa trudny nawet dla czytelników, którzy na co dzień posługują się prowansalskim. Również ten tekst stał się inspiracją dla kompozytora:  Henri Maréchal na jego podstawie stworzył w 1894 czteroaktową operę Calendal.
W roku 1884 Mistral wydał Nerto, fantastyczną opowieść awanturniczą wierszem. Za źródło inspiracji posłużyła mu średniowieczna legenda o feudale, który zaprzedał diabłu duszę własnej córki. Tłem wydarzeń stały się magnackie dwory, pustelnia i Awinion z czasów antypapieża Benedykta XIII, a siły nadprzyrodzone znowu odgrywały decydującą rolę w losach bohaterów. Autorem czteroaktowej, muzycznej wersji tego poematu, której prapremiera odbyła się w roku 1924, był Charles-Marie Widor. Jedyny utwór sceniczny Mistrala, pięcioaktowa tragedia wierszem La Rèino Jano (1890), to w gruncie rzeczy udramatyzowany poemat epicki. Autor gloryfikował w nim postać Joanny I, królowej Neapolu, która dla mieszkańców Południa stała się ucieleśnieniem piękna i dobroci. Czterokrotnie zamężna, niebezpodstawnie oskarżona o mężobójstwo i uduszona w więzieniu, przez poetę została ukazana jako ofiara tragicznego splotu okoliczności. Zdaniem niektórych krytyków także w tym wypadku należało dopuścić interpretację symboliczną. Prowansją była tu sama królowa, którą nieszczęśliwie ożeniono z zupełnie jej obcym człowiekiem, reprezentującym inną wrażliwość i kulturę. Mistral pragnął – czemu dał wyraz w korespondencji – żeby operę na motywach jego tragedii skomponował Ignacy Jan Paderewski, jednak nigdy do tego nie doszło.
Czwarty i zarazem ostatni poemat epicki Mistrala to wskrzeszający świat flisaków Poemat o Rodanie (1897), pisany białym wierszem, którego rytm typowy dla tradycyjnego dziesięciozgłoskowca uwypuklał wewnętrzne homofonie, a w sensie przenośnym naśladował rozlewny nurt Rodanu. Symboliczne znaczenie tego dzieła wiązało się z zanikiem dawnej żeglugi, której kres położyło wykorzystanie na rzekach Prowansji nowych środków transportu. Parostatek, zapowiedź zmian cywilizacyjnych, w finale poematu rozbijał barki przewoźników, tak jak postępująca industrializacja rozbijała dawny układ społeczny i ekonomiczny na południu Francji. W katastrofie ginęli złączeni w uścisku kochankowie, dziewczyna z ludu i ostatni książę Oranii, ukazani jako wcielenie swojskiej prostoty i poszanowania tradycji. Ten utwór, zbyt hermetyczny dla szerokiego kręgu czytelników, wielu recenzentów uznało za arcydzieło.

### Zbiory wierszy

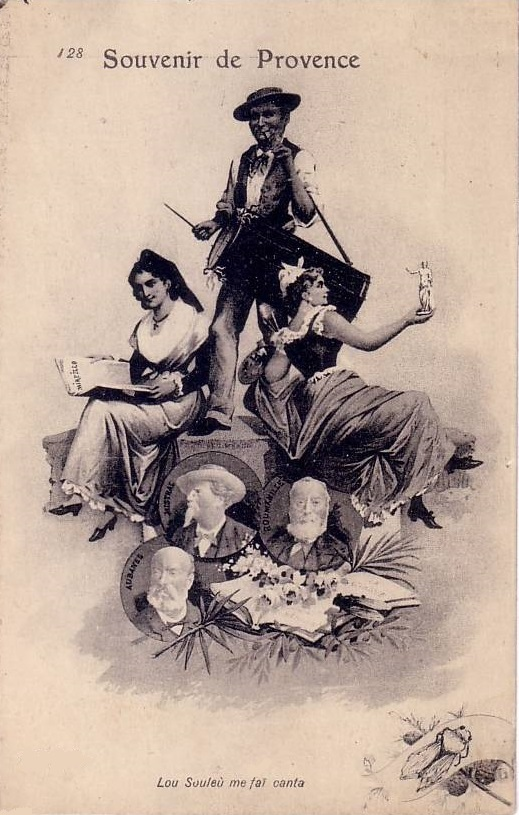
Prowansalska pocztówka z felibrami, około 1900

Dokonania Mistrala w zakresie liryki w prostej linii wywodziły się od pieśni trubadurów. Dorównywał im kunsztem formalnym, choć w jego twórczości poezja miłosna nie była istotna, a w opublikowanych zbiorach wiele miejsca zajmowały utwory okolicznościowe.  W pierwszym tomie,  Lis Isclo d'or, który ukazał się w roku 1875, poeta wykorzystał 36 schematów stroficznych o różnej liczbie sylab. Do najpopularniejszych opublikowanych w nim wierszy należały: La Coumtesso (Hrabina), przyrównujący Prowansję do hrabiny więzionej przez swoją przyrodnią siostrę; Lou Tambour d’Arcolo (Dobosz z Arcole) o starcu, który umiera ze wzruszenia, gdy rozpoznaje na pomniku samego siebie jako chłopca u boku Napoleona; Roumanin, w którym poeta oglądając o zmroku ruiny prowansalskiego zamku rozmawia z duchami średniowiecznych postaci oraz La Coumunioun di sant (Świętych obcowanie) z zapisem dialogu czterech kościelnych posągów, które zachwycone pobożną dziewczyną ukazują jej we śnie mszę celebrowaną przez Chrystusa. W tomie tym znalazły się również panegiryki, epitalamia i toasty (I Troubaire catalan – Do katalońskich trubadurów, En l’ounour de Jaussemin – Ku czci Jasmina, A dono Miolan-Carvalho – Do pani Miolan-Carvalho). 
Drugi tom, Lis Oulivado, znacznie bardziej melancholijny i zwieńczony wierszem Moun toumbèu (Mój grób), został wydany na dwa lata przed śmiercią poety. Mistral opiewał w nim, stosując zróżnicowane formy wierszowe, wielkie wydarzenia z życia narodu, prowansalskich bohaterów, chwałę krajów śródziemnomorskich oraz swoich przyjaciół (La Cansoun dis àvi – Pieśń przodków,  Au Pople Nostre – Do naszego ludu, L’Or de Toulouso – Złoto Tuluzy). Liryki te miały często charakter pieśni przeznaczonych do powszechnego użytku.

### Wspomnienia
Dużą popularnością cieszyły się utrzymane w tonie pogodnej gawędy Pamiętniki i opowieści (1906), które nie tyle były autobiografią w klasycznym tego słowa znaczeniu, ile poetycką rekonstrukcją przeszłości. Mistral w swoich wspomnieniach z lat 1830-1859 stworzył regionalny fresk z całym bogactwem ówczesnych zwyczajów, zabobonów, odpustów, wieczornic i pielgrzymek, sam ukazując się jako zwolennik tolerancji, wolności ludów i wiecznego pokoju. Dbając o swój wizerunek pominął wszystko, co mogło zburzyć wyidealizowany obraz beztroskiego dzieciństwa, młodości pośród wiernych przyjaciół i spełnienia w wieku męskim. Nie wspomniał nawet słowem o samobójczej śmierci swojego przyrodniego brata, który utopił się w Rodanie, ani o Valentine Rostand (1847-1903), która w roku 1873, po długoletniej znajomości, definitywnie odrzuciła jego oświadczyny. Przemilczał także nazwiska dawnych towarzyszy, którzy odeszli ze Związku Felibrów albo sprzeniewierzyli się samej idei felibryzmu.

## Słownik

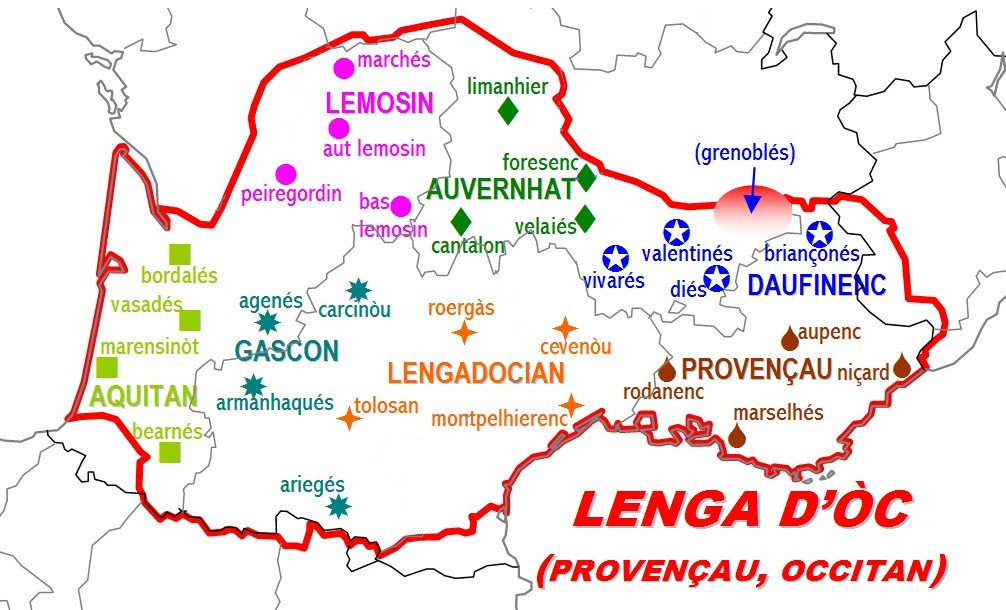
Dialekty języka oksytańskiego według Mistrala

Skarbiec felibryzmu, dwutomowy słownik, który powstawał przez blisko dwadzieścia lat, stał się dla autora największym powodem do dumy. Dzieło Mistrala było zarazem nawiązaniem do dokonań jego wybitnych poprzedników. Najważniejsi to François Raynouard, który opracował obszerny słownik języka trubadurów (Lexique de la langue des troubadours, 1824), oraz Simon-Jude Honnorat, twórca cenionego słownika prowansalsko-francuskiego (1846-1848). Skarbiec felibryzmu w chwili publikacji stał się świadectwem żywotności dialektów Oksytanii, które od czasów dekretu Franciszka I (1539) na długo zniknęły z dokumentów publicznych. Dialektów nie zdołały wykorzenić nawet restrykcyjne rozporządzenia jakobińskie (1793-1794), nakazujące nauczać w szkołach wyłącznie po francusku i przewidujące karę więzienia za sporządzanie jakichkolwiek aktów prawnych w języku innym niż francuski.
Słownik Mistrala zawierał zbiór wyrazów i frazeologizmów w układzie prowansalsko-francuskim, ale w szerokim zakresie uwzględniał także pozostałe dialekty języka oksytańskiego: gaskoński, langwedocki, limuzyński, owerniacki i wiwaroalpejski (prowansalski alpejski). Ponadto Mistral przy większości haseł podawał odpowiedniki w innych językach romańskich, etymologię wyrazów oraz opisywał kontekst, w jakim dane słowa mogą być użyte. Zawartość słownika daleko wykraczała poza typowe opracowanie leksykograficzne, autor starał się bowiem zamieszczać także objaśnienia związane z toponimią, gnomy, typowe nazwiska i przydomki, wzory odmian czasowników oraz zwięzłe informacje dotyczące etnografii, historii i geografii.

## Lata chwały

### Postawa polityczna

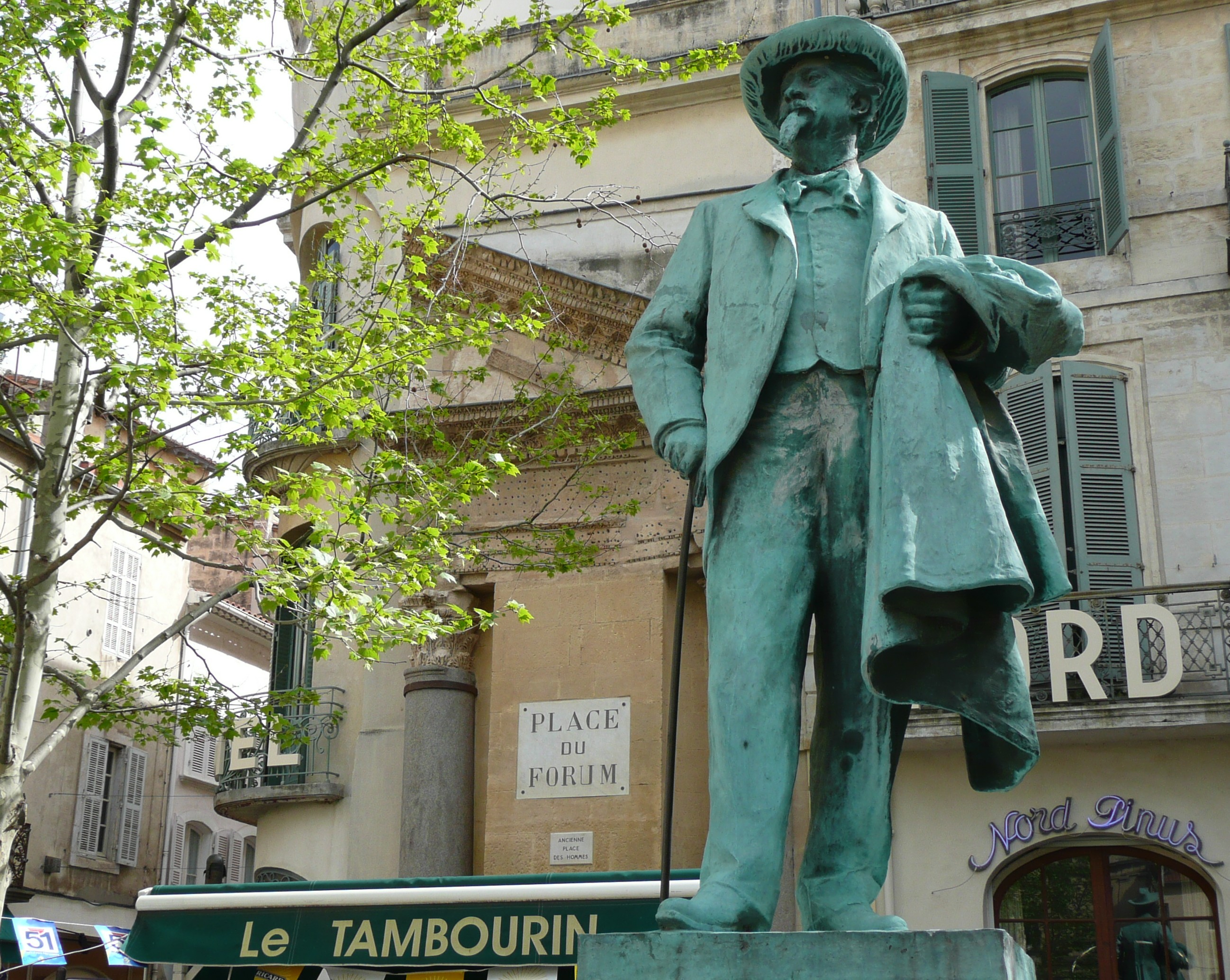
Pomnik Frédérica Mistrala w Arles

Mistral, chociaż pozostawał w bliskich stosunkach z Charles'em Maurras, sceptycznie traktował tych członków Związku Felibrów, którzy w latach 90. XIX wieku zaczęli wstępować do radykalnej Akcji Francuskiej. Mimo prawicowego światopoglądu nie chciał deklarować się po stronie konserwatystów, żeby jego dorobku nie zawłaszczyła tylko jedna opcja polityczna. Natomiast kiedy Francję podzieliła sprawa Dreyfusa, opowiedział się po stronie przeciwników niesłusznie oskarżonego o szpiegostwo oficera. Wstąpił nawet do nacjonalistycznej Ligi Ojczyzny Francuskiej, uzasadniając taką postawę chęcią obrony narodowych tradycji. Po latach jednak, przygotowując do upublicznienia większość osobistych dokumentów, próbował zatrzeć ślady swojej antydreyfusowskiej działalności.
W 1895 został komandorem Legii Honorowej, co było wydarzeniem niezwykłym, bo wyróżnienie to przyznawano na ogół za zasługi dla całego państwa, a Mistral działał tylko na rzecz Prowansji. Jako powszechnie szanowany autorytet uczestniczył we wszystkich istotnych lokalnych wydarzeniach: w roku 1894 wsparł mieszkańców Nîmes, którzy protestowali przeciwko przepisom zakazującym walk byków, a w 1909 w Arles, na uroczystości odsłonięcia własnego pomnika, recytował fragment Mirejo. Wierny swoim ideałom nie zgodził się zostać członkiem Akademii Francuskiej, za to od roku 1878 tytułowano go mistrzem Akademii Igrzysk Kwietnych w Tuluzie, a od 1886 należał do Akademii Marsylskiej.

### Nagroda Nobla

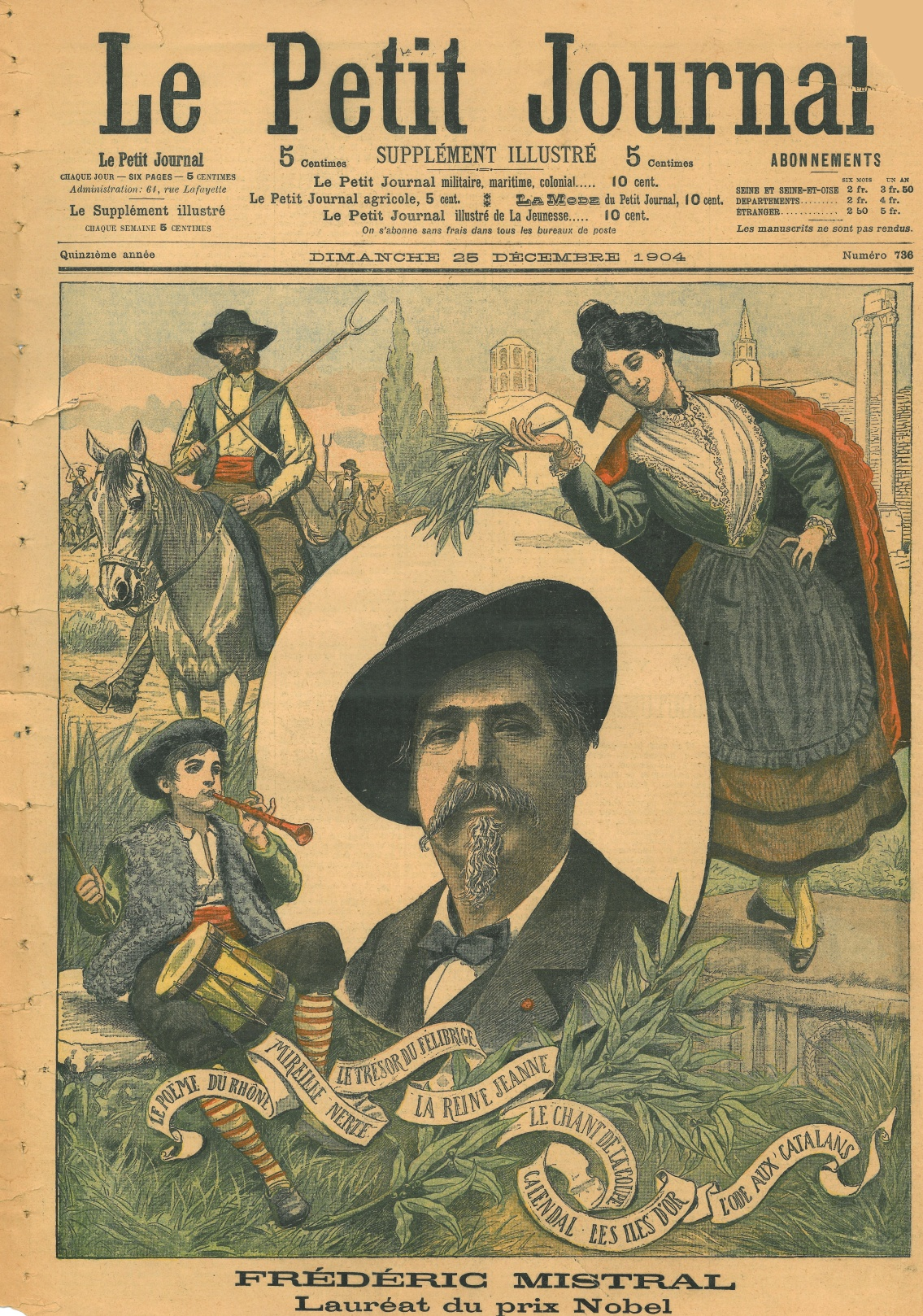
Wiadomość o Noblu dla Frédérica Mistrala, 1904

Ponieważ w roku 1904 mijała 50. rocznica utworzenia Związku Felibrów, Komitet Noblowski postanowił uczcić głównego przedstawiciela tej organizacji. W uzasadnieniu podkreślono, że dla fundatora nagrody, Alfreda Nobla, ważny był idealizm, a na pewno nie można odmówić go pisarzowi, który przez całe życie próbował wskrzesić narodowy język i literaturę. Z powodu choroby Mistral nie zdołał pojechać do Sztokholmu. Dzięki otrzymanej nagrodzie odnowił jeden z renesansowych pałaców i umieścił w nim kolekcję Muzeum Arlezyjskiego, które założył już w roku 1899. Zgromadzono tam bogate zbiory prezentujące prowansalską sztukę ludową, meble, stroje i ceramikę, narzędzia rolnicze oraz wiele pamiątek po pisarzu. Znajdują się tam również rękopisy większości jego utworów i liczne egzemplarze przekładów obcojęzycznych, w tym pierwsze polskie tłumaczenie Mirejo z roku 1897. Mistral do śmierci  mieszkał w swoim dworku odwiedzany przez poetów i luminarzy z całego świata, na czele z prezydentem Raymondem Poincaré. Także przez młode pokolenie traktowany był na ogół jako mistrz godny najwyższego szacunku. Kiedy w roku 1913 wybrał się do Aix-en-Provence na uroczystości ku czci świętej Estelli, studenci wyprzęgli konie z jego dorożki i sami ciągnęli powóz. Zmarł 25 marca 1914 roku na bronchit, którego nabawił się w kościele, oglądając nowy dzwon ozdobiony wymyśloną przez siebie inskrypcją.
Wkrótce po śmierci Mistrala między poszczególnymi regionami Południa wybuchły antagonizmy, a partykularne interesy doprowadziły do znacznego osłabienia jedności ruchu. Mimo to pamięć o osiągnięciach poety nie zaginęła. W roku 1930 odsłonięto w Cannes pomnik, który ukazuje Mistrala w towarzystwie pięciu postaci z jego dzieł. Chilijska poetka i laureatka Nagrody Nobla za rok 1945, Gabriela Mistral, zaczęła używać nazwiska Frédérica w uznaniu dla jego twórczości i zachwycona zbieżnością z nazwą silnego prowansalskiego wiatru. Nie zamarła również twórczość literacka wyrosła z kultury prowansalskiej. Do najsłynniejszych następców Mistrala należeli René Char, Jean-Claude Izzo, Marcel Pagnol i Jean Giono. Po raz pierwszy Poczta Francuska uczciła Mistrala pojedynczym znaczkiem w roku 1941, po raz drugi w roku 1980 w serii poświęconej słynnym ludziom. W roku 1964 50. rocznicę śmierci poety upamiętniło na znaczku Księstwo Monako. W roku 1993 Alain Meilland wyhodował wielkokwiatową odmianę róży w kolorze jasnoróżowym, którą nazwał ‘Frédéric Mistral’.

## Główne dzieła

### Wiersze i poematy
- Li Meissoun, napisane w 1848, wydane pośmiertnie w 1927 (Żniwa) – poemat
- Mirejo, 1859 (Mirèio, przekład Zofii Trzeszczkowskiej,  pseudonim Adam M...ski, 1897; przekład Czesława Jastrzębca-Kozłowskiego, 1964) – poemat
- Calendau, 1867 – poemat
- Lis Isclo d'or,  1875  (Złote wyspy, kilka utworów z tego tomu przełożyła Seweryna Duchińska, 1878) – zbiór wierszy
- Nerto, 1886 – poemat
- Poemat o Rodanie, 1897 (Lou Pouèmo dóu Rose, przekład Elżbiety Jogałły, 2021; wydanie dwujęzyczne[68]) – poemat
- Lis Oulivado, 1912 (Zbiór oliwek) – tom wierszy

### Sztuki
- La Rèino Jano, 1890 (Królowa Joanna) – tragedia wierszem

### Proza
- Lou Tresor dóu Felibrige, 1878-1886 (Skarbiec felibryzmu) – słownik prowansalsko-francuski
- Pamiętniki i opowieści. Moje początki, 1906 (Memôri e raconte, przekład Anny Ludwiki Czerny, 1959) – wspomnienia
- Discours e dicho, 1906 (Przemówienia i zagajenia) – wybór tekstów okolicznościowych
- Proso d’Armana, 1926 (Proza z Almanachu) – wybór tekstów
- Nouvello proso d’Armana, 1927 (Nowa proza z Almanachu) – wybór tekstów
- Darriero proso d’Armana, 1930 (Ostatnia proza z Almanachu) – wybór tekstów